# バーチ・キシュクン県
バーチ・キシュクン県（バーチ・キシュクンけん、Bács-Kiskun vármegye）は、ハンガリーの県。県都はケチケメート。人口は約55万人。

## 概要
第二次世界大戦後に2つの県が合併して成立した。ハンガリー最大の県であり、県内をドナウ川とティサ川が流れている。県の南端はセルビアとの国境。県民の多くはマジャル人であり、若干のクロアティア人・ドイツ人住民もみられる。

## 主な市町村
この県には以下の市町村が含まれる。
市
- ケチケメート (111,411人)

町
- バヤ (36,267人)
- キシュクンフェーレジハーザ (30,172人)
- キシュクンハラシュ (28,285人)
- カロチャ (17,142人)
- キシュケーレシュ (14,236人)
- キシュクンマイシャ (11,229人)
- ティサケーチケ (11,430人)
- ラヨシュミジェ (11,050人)
- ヤーノシュハルマ (9,008人)
- ケツェル (8,711人)
- クンセントミクローシュ (8,561人)
- ショルトヴァドケルト (7,309人)
- ショルト (7,019人)
- バーチャルマーシュ (6,753人)
- ケレケジハーザ (6,284人)
- Szabadszállás (6,093人)
- Izsák (5,650人)
- メーイクート (5,200人)
- トンパ (4,267人)
- ドゥナヴェチェ (3,881人)
- ハヨーシュ (3,104人)

## 写真

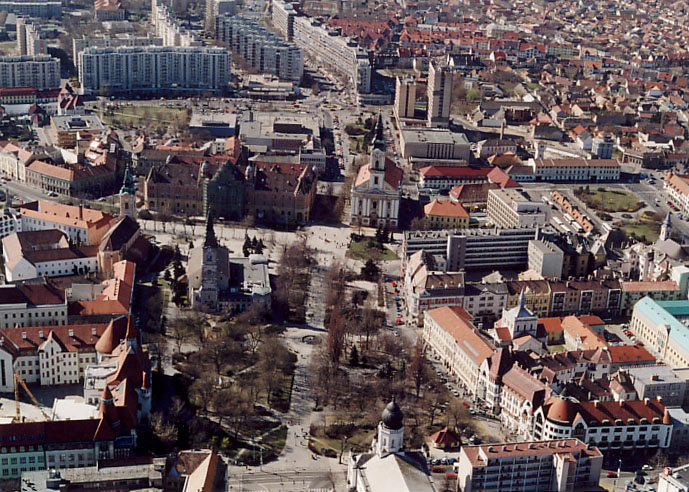
ケチケメートの市街風景
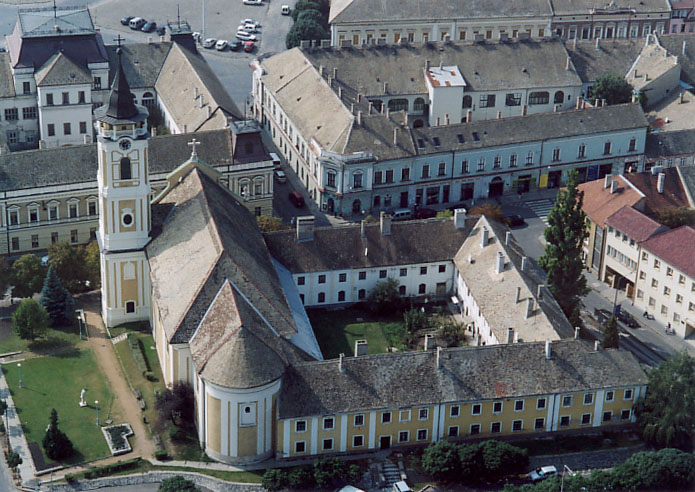
バヤの修道院